# Liste der Kreisstraßen im Landkreis Harburg

Wappen des Landkreises Harburg

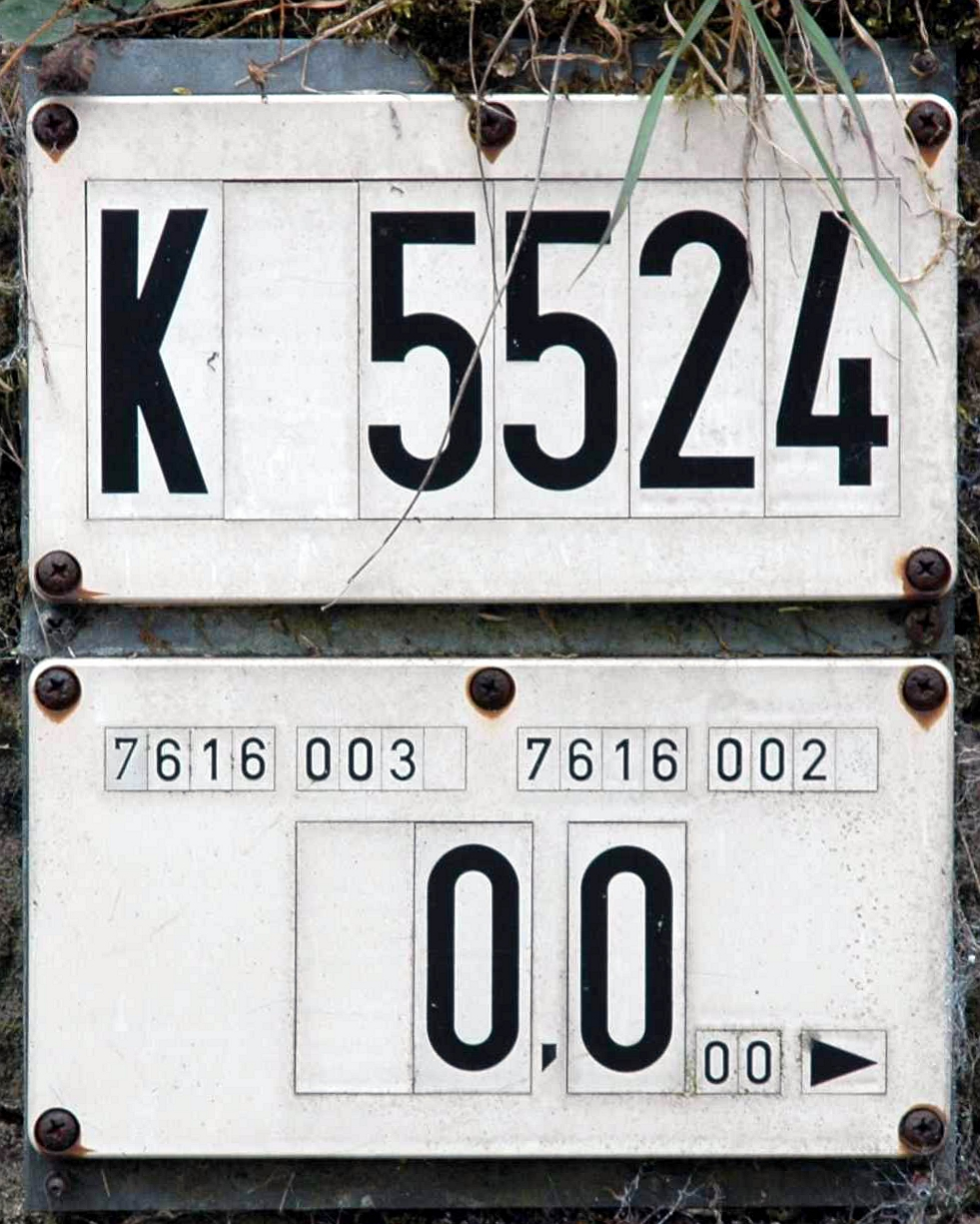
Stationszeichen

Die Liste der Kreisstraßen im Landkreis Harburg führt alle Kreisstraßen im niedersächsischen Landkreis Harburg auf.
Das Netz der Kreisstraßen in diesem Landkreis umfasst 424,772 km, wobei davon etwa 300 km mit einem Radweg ausgebaut sind.

## Abkürzungen
- K: Kreisstraße
- L: Landesstraße

## Liste
Nicht vorhandene bzw. nicht nachgewiesene Kreisstraßen werden in Kursivdruck gekennzeichnet, ebenso Straßen und Straßenabschnitte, die unabhängig vom Grund (Herabstufung zu einer Gemeindestraße oder Höherstufung) keine Kreisstraßen mehr sind. 
Der Straßenverlauf wird in der Regel von Nord nach Süd und von West nach Ost angegeben.
| Nr.  | Verlauf |
| ---- | --- |
| K 1  | K 25 – Wuhlenburg – Rosenweide – Fliegenberg – K 22 – Hoopte – K 50 – Stöckte – L 217 in Winsen (Luhe) |
| K 2  | L 217 in Nettelberg – Tönnhausen – Hunden – K 81 in Oldershausen |
| K 3  | K 87 in Rottorf – Kreisgrenze – (K 43 im Landkreis Lüneburg) |
| K 4  | L 216 in Salzhausen – Eyendorf – K 5 – Kreisgrenze – (K 44 im Landkreis Lüneburg) |
| K 5  | L 212 in Egestorf – Lübberstedt – K 75 – Eyendorf – K 4 – Putensen – K 47 – L 234 |
| K 6  | L 215 in Thieshope – Tangendorf – L 212 in Toppenstedt |
| K 7  | L 215 in Pattensen – Wulfsen – L 212 |
| K 8  | K 86 in Gehrden – Ashausen – L 217 – Scharmbeck – L 215 in Pattensen |
| K 9  | L 213 in Harmstorf – Ramelsloh – K 10 – – Ohlendorf – K 22 |
| K 10 | – Maschen – K 79 – Maschen-Heide – Horst – Ramelsloh – K 9 – Marxen – Schmalenfelde – K 59 – L 213 |
| K 11 | K 52/K 85 in Tötensen – Eddelsen – K 39 |
| K 12 | K 85 in Nenndorf – Eckel – K 61 – Klecken – K 39 – K 54 – Bendestorf – L 213 |
| K 13 | K 26 in Emsen – Dibbersen – – Vaensen – K 61 – K 82 – Buchholz in der Nordheide – K 54 – K 28 |
| K 15 | K 16 in Holvede – Hollinde – – Heidenau – Wüstenhöfen – in Tostedt |
| K 16 | (K 41 im Landkreis Stade) – Kreisgrenze – Halvesbostel – Holvede – K 15 – K 38 – L 141 in Hollenstedt |
| K 17 | (K 73 im Landkreis Stade) – Kreisgrenze – Rahmstorf – K 62 – Moisburg – L 141 – K 53 – Kreisgrenze – (K 73 im Landkreis Stade) |
| K 19 | (K 40 im Landkreis Stade) – Kreisgrenze – L 235 in Rübke |
| K 20 | (Hamburg) – Landesgrenze – Ehestorf – K 49 – K 74 – Landesgrenze – (Hamburg) |
| K 22 | K 1 in Fliegenberg – Stelle – K 86 – Kieselshöh – K 9 – Holtorfsloh – L 215 in Brackel |
| K 23 | – Königsmoor – K 35 – K 41 – Wümmegrund – Kreisgrenze – (K 31 im Landkreis Heidekreis) |
| K 25 | (Hamburg) – Landesgrenze – Bullenhausen – Over – K 29 – K 1 |
| K 26 | (Hamburg) – Landesgrenze – Vahrendorf – K 49 – Sottorf – Leversen – Sieversen – K 52 – Langenrehm – Emsen – K 13 – K 85 in Nenndorf |
| K 27 | /L 141 in Welle – Handeloh – Inzmühlen – K 28 – Wesel – K 73 – Undeloh – Sahrendorf – L 217 in Schätzendorf |
| K 28 | K 13 in Buchholz in der Nordheide – K 83 – Seppensen – Holm-Seppensen – K 72 – Holm – K 55 – K 27 in Inzmühlen |
| K 29 | (Hamburg) – Landesgrenze – Meckelfeld – K 34 – K 68 – K 25 in Over |
| K 30 | L 212 – K 36 – Kreisgrenze – (K 41 im Landkreis Lüneburg) |
| K 31 | – Elstorf-Bachheide – Eversen – K 71 – Grauen – K 53 – Appel – Hollenstedt – K 63 – L 141 |
| K 34 | K 29/K 68 in Meckelfeld – Glüsingen – K 79 in Fleestedt |
| K 35 | K 25 – Kreisgrenze – (K 221 im Landkreis Rotenburg (Wümme)) |
| K 36 | L 212 – Döhle – Evendorf – L 212 – K 30 – Kreisgrenze – (K 45 im Landkreis Lüneburg) |
| K 37 | L 215 in Pattensen – L 234 – Bahlburg – Vierhöfen – Kreisgrenze – (K 7 im Landkreis Lüneburg) |
| K 38 | Regesbostel – Holtorfsbostel – K 16 |
| K 39 | K 12 – Klecken – Waldesruh – K 77 – K 11 – L 213 in Hittfeld |
| K 40 | L 141 in Hollenstedt – Dierstorf – K 58 – Drestedt – in Trelde |
| K 41 | L 141 in Tostedt – Otter – K 66 – K 23 |
| K 42 | (K 84 im Landkreis Stade) – Kreisgrenze – Ardestorf – in Elstorf |
| K 43 | L 141 – Ochtmannsbruch |
| K 44 | – K 13/K 54 in Buchholz in der Nordheide |
| K 45 | in Kakenstorf – in Sprötze |
| K 46 | L 213 in Hanstedt – Ollsen – L 213 in Sahrendorf |
| K 47 | K 5 in Putensen – Kreisgrenze – (K 47 im Landkreis Lüneburg) |
| K 49 | K 20 – K 26 in Vahrendorf |
| K 50 | K 1 in Hoopte – Laßrönne – L 217 |
| K 51 | L 212 – Kreisgrenze – (K 6 im Landkreis Lüneburg) |
| K 52 | – Sieversen – K 26 – – Westerhof – K 11/K 85 in Tötensen |
| K 53 | K 17 in Moisburg – K 31 in Grauen |
| K 54 | K 13 in Buchholz in der Nordheide – K 12 |
| K 55 | K 28 in Holm – Schierhorn – K 73 – K 67 – Höpen – Dierkshausen – K 60 – L 213 in Hanstedt |
| K 57 | in Tostedt – Todtglüsingen – Neddernhof – |
| K 58 | K 40 in Dierstorf – Wenzendorf – |
| K 59 | K 10 in Schmalenfelde – L 215 in Brackel |
| K 60 | L 213 in Asendorf – K 55 in Dierkshausen |
| K 61 | K 12 in Eckel – K 13 in Vaensen |
| K 62 | K 17 in Rahmstorf – Wohlesbostel – L 141 in Hollenstedt |
| K 63 | K 31 in Hollenstedt – Oldendorf – / in Mienenbüttel |
| K 64 | Bötersheim – in Kakenstorf |
| K 65 | L 141 in Kamperlin – Kampen – K 66 – Hassel – Klein Todtshorn – Groß Todtshorn |
| K 66 | K 41 in Otter – Kampen – K 65 – L 141 |
| K 67 | K 83 in Lüllau – Weihe – K 55 in Schierhorn |
| K 68 | (Hamburg) – Landesgrenze – K 29/K 34 in Meckelfeld |
| K 69 | K 85 in Tötensen – Metzendorf – Woxdorf – Beckedorf – K 80 |
| K 71 | K 31 in Eversen – Ohlenbüttel – |
| K 72 | in Sprötze – K 28 in Holm-Seppensen |
| K 73 | K 55 in Schierhorn – K 27 in Wesel |
| K 74 | (Hamburg) – Landesgrenze – K 20 |
| K 75 | L 216 in Gödenstorf – K 5 in Lübberstedt |
| K 76 | L 217 in Tespe – Bütlingen – Kreisgrenze – (K 1 im Landkreis Lüneburg) |
| K 77 | K 39 – L 213 – Hittfeld – K 79 |
| K 78 | L 234 in Luhdorf – K 84 – Kreisgrenze – (K 42 im Landkreis Lüneburg) |
| K 79 | L 213 in Fleestedt – K 34 – Jehrden – K 77 – Maschen-Heide – K 10 |
| K 80 | (Hamburg) – Landesgrenze – ohne Abzweig einer klassifizierten Straße – Landesgrenze – (Hamburg) – Landesgrenze – ohne Abzweig einer klassifizierten Straße – Landesgrenze – (Hamburg) – Landesgrenze – K 69 – Landesgrenze – (Hamburg) |
| K 81 | L 217 in Obermarschacht – Eichholz – Oldershausen – K 2 – Kreisgrenze – (K 49 im Landkreis Lüneburg) |
| K 82 | in Buchholz in der Nordheide – K 13 in Buchholz in der Nordheide |
| K 83 | K 13 in Buchholz in der Nordheide – Reindorf – Lüllau – K 67 – L 213 in Jesteburg |
| K 84 | K 87 in Winsen (Luhe) – – K 78 |
| K 85 | (Hamburg) – Landesgrenze – Tötensen – K 69 – K 52 – K 11 – Iddensen – Nenndorf – K 26 – K 12 – / |
| K 86 | – Stelle – K 22 – Gehrden – K 8 – L 217/L 234 in Winsen (Luhe) |
| K 87 | K 84 in Winsen (Luhe) – Borstel – Sangenstedt – Rottorf – K 3 – Kreisgrenze – (K 43 im Landkreis Lüneburg) |